# Герб на съединените Киевско, Владимирско и Новгородско велики княжества
Съединените гербове на великите Киевско, Владимирско и Новгородско княжество от тържествения герб на Руската империя са поместени на щит, разделен вилообразно на 3 части.
- В първата част е поставен киевският герб – на син фон Свети Архангел Михаил в сребърни одежди и въоръжение, с пламтящ меч в дясната ръка и сребърен щит.

- Във втората част е владимирският герб – на червен фон златен „леопарден лъв“ (Lion Rampant Guardant) с железна корона, украсена с цветни камъни, държащ в дясната си лапа дълъг сребърен кръст.

- В третата сребърна част е гербът на Новгород – две черни мечки, държащи златен трон с червена подпалата. На трона са поставени кръстообразно от дясната страна скиптър, а от лявата – кръст, а над тях – златен трисвещник с горещи свещи. На лазурен фон в долната част на герба има изобразени 2, обърнати една срещу друга, риби.

Гербът е увенчан с Шапка „Мономах“ – главната корона на московските князе до времето на Петър I.